# Domján Edit
Domján Edit (Budapest, 1932. december 25. – Budapest, 1972. december 26.) Jászai Mari-díjas magyar színésznő.

## Életpályája
Édesapja (Domján Elek) műszaki ügyintéző volt az akkori Ruggyantaárugyárban, édesanyja (Peczenko Rozália) parasztszármazású cselédlányként dolgozott egy jómódú budapesti orvos családjánál. Öccse, Domján Dénes természettudós. Meglehetősen szerény körülmények között éltek. 1946-ban Maglódra költöztek, ott végezte el az általános iskolát, kitűnő eredménnyel. Sokat szerepelt iskolai ünnepségeken, szavalóversenyeken. E sikerei következtében erősödött meg benne az elhatározás, hogy színésznő lesz. Iskolái után sikeresen felvételizett a Színházművészeti Főiskolára.
1954-ben végzett a Színház- és Filmművészeti Főiskolán. 1960-ig a Szegedi Nemzeti Színház tagja volt, majd 1963-ig a budapesti Petőfi Színházban játszott. 1964-től haláláig a Madách Színház tagja volt.
1965-ben Jászai Mari-díjat kapott. 1954 és 1972 között közel nyolcvan színházi szerepet, tíz filmszerepet, számos rádió- és tévészerepet játszott el.
A főiskolán ismerkedett meg Kaló Flóriánnal, később össze is házasodtak, azonban 1969-ben elváltak. 1972 januárjában találkozott Szécsi Pállal: szerelem volt első látásra. A kapcsolat során teherbe esett, de elvetette magzatát. Tíz hónapig (januártól októberig) tartó szenvedélyes szerelem után azonban elváltak útjaik. Éppen hogy betöltött negyvenéves korában, 1972 karácsonyán saját kezével vetett véget életének. A vizsgálatok szerint fölakasztotta magát. Két búcsúlevelet hagyott hátra, öccsének és volt férjének.

## Színházi szerepei
A Színházi adattárban regisztrált bemutatóinak száma: 80. A főiskola elvégzése után első bemutatója a Sevillai borbély volt, melyben Roxinát játszotta. A bemutató dátuma: 1954. április 13. Utolsó premierjén (1972. szeptember 15.) a Candida címszerepében tündökölt. Számos kiváló rendezővel dolgozott együtt. Legtöbbször Ádám Ottó (10); Komor István (9) és Kerényi Imre (8) produkcióiban találkozhatunk nevével.
- Gorkij: Kispolgárok....Polja
- Gorkij: Éjjeli menedékhely....Natasa
- Kálmán Imre: Csárdáskirálynő....Stázi
- Huszka Jenő: Szép juhászné....Krisztina
- Mérimée: A művésznő hintaja....Camila
- Tolsztoj: Élő holttest....Mása
- Szomory Dezső: Hermelin....Tóth Hermin
- Szakonyi Károly: Életem Zsóka....Zsóka
- Goldoni: Csetepaté Chioggiában....Checca
- Goldoni: A fogadósné....Mirandolina
- Shakespeare: Szentivánéji álom....Puck, Titánia
- Molière: A mizantróp....Celiméne
- Shakespeare: Vízkereszt, vagy amit akartok....Viola
- George Bernard Shaw: Candida....Candida
- Bertolt Brecht-Kurt Weill: Koldusopera....Polly
- Marcel Achard: Bolond lány....Josefa
- Molnár Ferenc: Üvegcipő....Irma
- Németh László: Mathiász panzió....Hanna
- Molnár Ferenc: Az ibolya....Ilonka
- Puskin: Postamester....Dunya
- Németh László: Mathiász panzió....Hanna
- Karinthy Ferenc: Dunakanyar....Kávéfőző
- Shakespeare: Lear király....Cordélia
- Molnár Ferenc: Liliom....Julika
- Mándy Iván: Mélyvíz....A katona menyasszonya
- Kleist: Amphitryon....Alkmene
- Lope de Vega: A kertész kutyája....Diana
- Kamondy László: Vád és varázslat....Tinka
- Gyurkovics Tibor: Estére meghalsz
- Gosztonyi János–Kincses József: Európa elrablása....Jacqueline
- Gáli József: A tűz balladája....Tűz
- Füst Milán: IV. Henrik király....Bertha királyné
- Füst Milán: Catullus....Clodia
- Beaumarchais: A sevillai borbély....Rosina
- Arbuzov: Irkutszki történet....Válja
- Anouilh: Colombe....Colombe

## Filmjei

### Rajzfilmek
- Pinokkió (Pinokkió)

| - Két emelet boldogság (1960) - Megszállottak (1962) .... Kriszt felesége - Húsz évre egymástól (1962) - Oldás és kötés (1963) - Új Gilgames (1963) - Az utolsó előtti ember (1963) - A férfi egészen más (1966) - Mélyrétegben (1967) - Három találkozás (1968) - Imposztorok (1969) - Az alvilág professzora (1969) - A vendég (1971) | - Legyező (1960) - Felnőttek iskolája (1963) - Molnár Ferenc: Az üvegcipő (1963) - Boldog új évet, Rüdiger úr! (1965) - Törékeny boldogság (1965) - Vidám vasárnap (1966) - Othello Gyulaházán (1966) - Nem vagyunk angyalok (1966) - A csodálatos vargáné (1968) - Három találkozás (1968) - Halász doktor (1968) - 7 kérdés a szerelemről (1969) - Beismerő vallomás (1970) - Szerencsés álmokat (1970) - Az utolsó ítélet (1970) - Asszonyok mesélik (1971) - Villa a Lidón (1971) - Kísérleti dramaturgia (1972) - Szerelmespár (1972) - A labda (1974) - Pesti kabaré |

## Rádiós szerepeiből

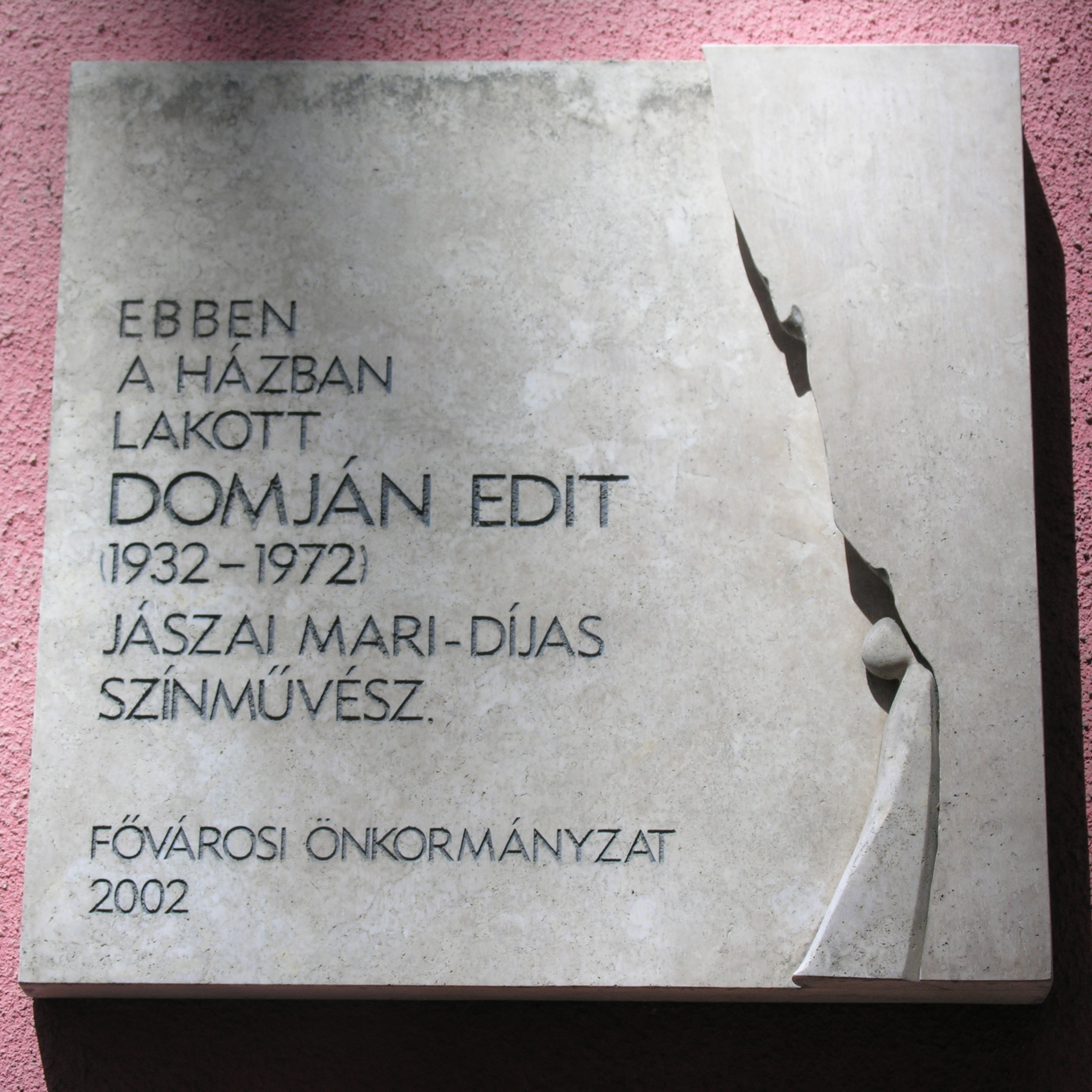
Domján Edit emléktáblája utolsó lakhelyén, a Hollán Ernő (akkor Fürst Sándor) utca 28. szám alatt

- Szabó Magda: Fanni hagyományai (Fanni)
- Makszim Gorkij: Éjjeli menedékhely (Natasa)
- Federico García Lorca: Donna Rosita (II. Ayola lány)
- Bálint Ágnes: A bolhavári sütkérezde (Dorombolka)
- Tarbay Ede: Citromka és a három Sluga manó (Citromka)
- Raymond Radiguet: A test ördöge (Marthe)
- Lewis Carroll: Alice Csodaországban (Alice)
- Móra Ferenc: Morzsa kutya, meg a világjáró Jércike (Jércike)
- Tamara Gabbe: Varázscipellő (Hamupipőke)
- Fésűs Éva: A kíváncsi királykisasszony  (Mimimi királykisasszony)
- Kemény Egon - Erdődy János: „A messzetűnt kedves” (Magyar Rádió, 1965) Történelmi daljáték. Szereplők: Fazekas Mihály – Simándy József/Darvas Iván, Pálóczi Horváth Ádám – Palócz László/Láng József, Ámeli – László Margit/Domján Edit, Julika – Andor Éva/Örkényi Éva. Zenei rendező: Ruitner Sándor. Rendezte: László Endre. A Magyar Rádió Szimfonikus Zenekarát Bródy Tamás vezényelte, közreműködött a Földényi kórus.
- Baróti Géza: Szenzáció (1962)[11]
- Akszjonov, Vaszilij: Kollégák (1962)
- Alexis Parnisz: Ikarosz szárnya (1962)
- Fésűs Éva: A kíváncsi királykisasszony (1962)
- Jókai Mór: A kőszívű ember fiai (1962)
- Mauriac, Francois: Viperafészek (1962)
- Molnár Ferenc: Liliom (1962)
- Friedrich Schiller: Ármány és szerelem (1963)
- Tamási Áron: Énekes madár (1963)
- Tarbay Ede: Citromka kalandjai (1963) (Citromka, a vaddisznócska)
- Buzzati, Dino: Hét emelet (1964)
- Fülöp János: A fejedelmi nő (1964)
- Moldova György: Sötét angyal (1964)
- A zenélő doboz (1964)
- Bokor Péter: Elloptak egy Nobel-díjat (1965)
- Carel és Jozef Capek: A rovarok életéből (1965)
- Eich, Günther: A viterbói lányok (1965)
- Friedrich Dürrenmatt: Straniczky és a nemzeti hős (1965)
- Hodzso Hidedzsi: Az özvegyember története (1965)
- Miroslav Krlezsa: Areteus (1965)
- Simenon, George: A besurranók (1966)
- Sok a szöveg (1966)
- Sós György: A cipők éneke (1966)
- Hárs László: Elveszett a varázsgyűrű (1967) (Pötyi, a kis tündérlány)
- Hubay Miklós: Néró, a legjobb fiú (1967)(Poppea)
- Hunyady Sándor: Nemes fém (1967)
- Katajev, Valentyin: A kör négyszögesítése (1967) (Ludmilla)
- Padisák Mihály: Életmentés (1967)
- Bozó László: Gyilkosság a sztriptízbárban  (1968) (Carol Page)
- Mikszáth Kálmán: A kis prímás (1968) (Beatrix)
- Rejtő Jenő: Barbara tejbár (1968)
- Balzac, Honoré de: Goriot apó (1970)
- Maupassant, Guy de: A szépfiú (1970)
- Agatha Christie: Doktor Christow halála (1971)
- Aldous Huxley: Légnadrág és társai (1971)
- Gardner, Erle Stanley: A Bedford-gyémántok (1971)
- Karácsony Benő: Új élet kapujában (1971)
- G.B.Shaw: Szonettek fekete hölgye (1972)

## Díjai, elismerései
- Jászai Mari-díj (1965)

## Hang és kép
- Színészportré: Domján Edit (14:24)
- Köszönet mindenért
- Oldás és kötés
- Fátyolos a szemed

## Emlékezete

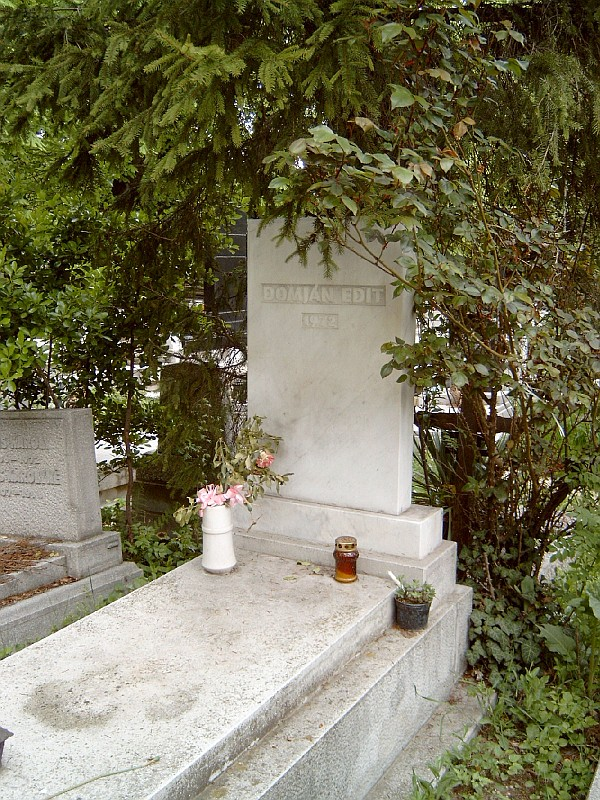
Sírja Budapesten. Farkasréti temető: 27-5-54.

Kaló Flórián 1991-ben Domján Edit emlékére létrehozta a Domján Edit Alapítványt.
Szuverén, önálló maradt, soha nem engedett a maga legbenső magányához és titkához hozzányúlni. Mindig igyekezett bátran és szabadon élni. És amikor ez nem ment már tovább, volt elegendő bátorsága ahhoz, hogy egy önmaga által előre meghatározott időpontban egy olyanfajta megváltoztathatatlan és végső szabadságot válasszon, amibe senki nem szólhat bele.
1992-ben készült el a Domján-emlékalbum, melyben pályatársak idézik fel az alakját.
Olyan színésznő volt ő, akit a nézőtéren ülő férfiak imádtak, a hölgyek pedig irigyen figyelték, vajon mi lehet a titka.
2011-ben utcát neveztek el róla Békásmegyeren, Budapest III. kerületében.